# Brownie McGhee

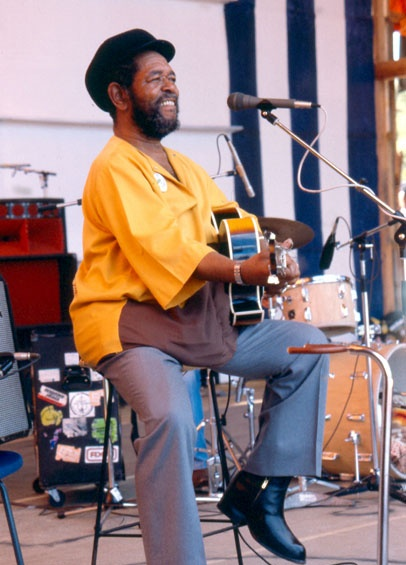
Brownie McGhee

Walter „Brownie“ McGhee (* 30. November 1915 in Knoxville, Tennessee; † 16. Februar 1996 in Oakland, Kalifornien) war Bluesgitarrist und -sänger. Er wuchs in einer musikalischen Familie auf, in der er Gitarre und Klavier spielen lernte. Zunächst begann er als Gospelsänger in einem Quartett und als Straßensänger beim Smoky Mountain Resort.
Durch Kinderlähmung war sein rechtes Bein verkürzt, was ihn in seiner Gehfähigkeit behinderte, was aber später durch eine Operation verbessert werden konnte, sodass er auch auf Konzertreisen gehen konnte, zunächst in Tennessee und North Carolina. Nach dem Tod von Blind Boy Fuller sah dessen Manager J.B. Long in McGhee den geeigneten Nachfolger. Sie produzierten erfolgreiche Schallplattenaufnahmen, eine davon mit dem Titel The Death of Blind Boy Fuller, was ihm den Titel Blind Boy Fuller No. 2 eintrug. Bei einem Konzert mit Paul Robeson 1942 in Washington, D.C. mit Gastsolist Sonny Terry veranlasste Long, dass Terry von McGhee begleitet wurde. Die beiden kamen gut an und arbeiteten fortan oft zusammen. 1942 zog McGhee nach New York, wo er Kontakt mit berühmten Folk-Musikern wie Woody Guthrie, Pete Seeger u. a. hatte und 1948 eine Schule „The Home of Blues“ als Gitarrenlehrer gründete. 1949 hatte er mit My Fault einen Hit in den R&B-Charts. Er spielte 1959 und 1963 auf dem Newport Folk Festival und machte mit Sonny Terry Tourneen, u. a. durch Indien und Europa. Terry beteiligte ihn auch 1963 an seiner Produktion Sonny Is King. 
Außer im Blues hatte McGhee auch mit Rhythm-and-Blues-Aufnahmen Erfolg (u. a. mit Champion Jack Dupree, Big Maybelle und seinem jüngeren Bruder Stick McGhee auf dessen Hit Drinkin’ Wine Spo-Dee-O-Dee). Ferner hatte er zwei Broadwayshow-Rollen wie z. B. in Die Katze auf dem heißen Blechdach (1955) mit Terry sowie eine Nebenrolle auf der Leinwand im Thriller Angel Heart (1987).
Sein Bluesstil war von der Ostküste, der sogenannte Piedmont Blues.

## Diskografie
- Blues, 1955 (10″ LP)
- Back Country Blues, 1958
- The 1958 London Sessions / Sonny Terry & Browny McGhee, 1958
- Traditional Blues, Vol. 2, 1961
- Brownie’s Blues, 1962
- Sonny Terry and Brownie McGhee at Sugar Hill, 1962 (live)
- Brownie McGhee & Sonny Terry at the 2nd Fret, 1963 (live)
- Brownie McGhee & Sonny Terry at the Bunkhouse, 1965 (live)
- I Couldn’t Believe My Eyes, 1973
- Facts of Life, 1985
- Rainy Day, 1989
- Jazz Heritage: Brownie McGhee / Sonny Terry, 1990
- Just a Closer Walk, 1991
- Jump Little Children, 1996
- Blues Is Truth, 1996
- Born for Bad Luck, 2000